# Sessões da Conferência Geral da Igreja Adventista do Sétimo Dia
A Sessão da Conferência Geral é a reunião mundial oficial da Conferência Geral dos Adventistas do Sétimo Dia, realizada a cada cinco anos. Nessa sessão, delegados representantes de todo o mundo elegem os Líderes Mundiais da Igreja para os próximos cinco anos, discutem e votam alterações no Manual da Igreja e ouvem relatórios das 13 Divisões da Igreja sobre as atividades que aconteceram em seus territórios.
A primeira sessão foi realizada em 20 de maio de 1863 em Battle Creek, Michigan, com a presença de 20 delegados. As primeiras sessões foram realizadas em uma pequena igreja. À medida que o número de membros da Igreja crescia, o tempo entre as sessões aumentava, os locais de reunião aumentavam e mais delegados compareciam. Hoje as sessões são realizadas a cada cinco anos em cidades com estádios que podem acomodar mais de 70.000 participantes, o que inclui os mais de 2.400 delegados presentes e os visitantes de todas as partes do mundo que assistem e participam da reunião.

## Lista de sessões
Lista de sessões da Conferência Geral e local de realização:
| Seção       | Data                                          | Cidade                         | Local                              | Nº de Delegados | Tema                               | Comentários |
| ----------- | --------------------------------------------- | ------------------------------ | ---------------------------------- | --------------- | ---------------------------------- | --- |
| 1.          | 20 de maio a 23 de maio de 1863               | Battle Creek, Michigan         |                                    | 20              |                                    | Conferência Geral organizada. |
| 2.          | 18 a 21 de maio de 1864                       | Battle Creek, Michigan         |                                    | 20              |                                    | |
| 3.          | 17 de maio de 1865                            | Battle Creek, Michigan         |                                    | 21              |                                    | Trabalho com pessoas “de cor” organizadas. |
| 4.          | 16 e 17 de maio de 1866                       | Battle Creek, Michigan         |                                    | 19              |                                    | |
| 5.          | 14 a 19 de maio de 1867                       | Battle Creek, Michigan         |                                    | 18              |                                    | |
| 6.          | 12 a 18 de maio de 1868                       | Battle Creek, Michigan         |                                    | 15              |                                    | |
| 7.          | 18 a 24 de maio de 1869                       | Battle Creek, Michigan         |                                    | 16              |                                    | |
| 8.          | 15 a 20 de março de 1870                      | Battle Creek, Michigan         |                                    | 22              |                                    | James Erzberger, da Suíça, torna-se o primeiro delegado de fora dos Estados Unidos. |
| 9.          | 7 de fevereiro a 12 de fevereiro de 1871      | Battle Creek, Michigan         |                                    | 17              |                                    | |
| 10.         | 29 de dezembro de 1871 a 3 de janeiro de 1872 | Battle Creek, Michigan         |                                    | 14              |                                    | |
| 11.         | 11 a 14 de março de 1873                      | Battle Creek, Michigan         |                                    | 18              |                                    | |
| 12.         | 14 a 16 de novembro de 1873                   | Battle Creek, Michigan         |                                    | 21              |                                    | |
| 13.         | 10 a 15 de agosto de 1874                     | Battle Creek, Michigan         |                                    | 19              |                                    | J.N. Andrews se torna o primeiro missionário estrangeiro autorizado da denominação. |
| 14.         | 15 de agosto a 18 de agosto de 1875           | Battle Creek, Michigan         |                                    | 18              |                                    | |
| 1st Special | 31 de março a 4 de abril de 1876              | Battle Creek, Michigan         |                                    | 15              |                                    | |
| 15.         | 19 a 24 de setembro de 1876                   | Lansing, Michigan              |                                    | 16              |                                    | Primeira sessão realizada em outra cidade de Michigan. |
| 2nd Special | 12 e 13 de novembro de 1876                   | Battle Creek, Michigan         |                                    | 16              |                                    | |
| 16.         | 20 de setembro a 28 de setembro de 1877       | Lansing, Michigan              |                                    | 20              |                                    | |
| 3rd Special | 1º de março a 4 de março de 1878              | Battle Creek, Michigan         |                                    | 22              |                                    | |
| 17.         | 4 de outubro a 16 de outubro de 1878          | Battle Creek, Michigan         |                                    | 39              |                                    | |
| 4th Special | 17 a 23 de abril de 1879                      | Battle Creek, Michigan         |                                    | 29              |                                    | |
| 18.         | 7 de novembro a 1º de dezembro de 1879        | Battle Creek, Michigan         | Tabernacle                         | 39              |                                    | |
| 5th Special | 11 a 15 de março de 1880                      | Battle Creek, Michigan         | Tabernacle                         | 28              |                                    | |
| 19.         | 6 a 12 de outubro de 1880                     | Battle Creek, Michigan         | Tabernacle                         | 38              |                                    | |
| 20.         | 1º de dezembro a 19 de dezembro de 1881       | Battle Creek, Michigan         | Tabernacle                         | 41              |                                    | |
| 21.         | 7 de dezembro a 19 de dezembro de 1882        | Rome, New York                 | Rome SDA Church                    | 47              |                                    | Primeira sessão realizada fora de Michigan. |
| 22.         | 8 de novembro a 20 de novembro de 1883        | Battle Creek, Michigan         | Tabernacle                         | 65              |                                    | |
| 23.         | 30 de outubro a 20 de novembro de 1884        | Battle Creek, Michigan         | Tabernacle                         | 67              |                                    | |
| 24.         | 18 de novembro a 6 de dezembro de 1885        | Battle Creek, Michigan         | Tabernacle                         | 70              |                                    | |
| 25.         | 18 de novembro a 6 de dezembro de 1886        | Battle Creek, Michigan         | Tabernacle                         | 71              |                                    | |
| 26.         | 13 de novembro a 12 de dezembro de 1887       | Oakland, California            | Oakland SDA Church                 | 70              |                                    | Primeira sessão realizada a oeste do rio Mississippi. |
| 27.         | 17 de outubro a 8 de novembro de 1888         | Minneapolis, Minnesota         | Minneapolis SDA Church             | 91              |                                    | Jones e Wagoner apresentam Salvação pela Fé, ver Conferência Geral de Minneapolis de 1888, O. A. Olsen torna-se o primeiro Presidente da CG não-nascido nos Estados Unidos.                                                           |
| 28.         | 18 de outubro a 5 de novembro de 1889         | Battle Creek, Michigan         | Tabernacle                         | 109             |                                    | Primeira Sessão com mais de 100 delegados. |
| 29.         | 5 a 25 de março de 1891                       | Battle Creek, Michigan         | Tabernacle                         | 125             |                                    | |
| 30.         | 17 de fevereiro a 6 de março de 1893          | Battle Creek, Michigan         | Tabernacle                         | 130             |                                    | |
| 31.         | 15 de fevereiro a 4 de março de 1895          | Battle Creek, Michigan         | Tabernacle                         | 150             |                                    | |
| 32.         | 19 de fevereiro a 8 de março de 1897          | Lincoln, Nebraska              |                                    | 140             |                                    | |
| 33.         | 15 de fevereiro a 7 de março de 1899          | South Lancaster, Massachusetts | South Lancaster SDA Church         | 149             |                                    | |
| 34.         | 2 a 23 de abril de 1901                       | Battle Creek, Michigan         | Tabernacle                         | 268             |                                    | Grande reorganização denominacional com a criação de departamentos. |
| 35.         | 27 de março a 13 de abril de 1903             | Oakland, California            | Oakland SDA Church                 | 139             |                                    | |
| 36.         | 11 de maio a 30 de maio de 1905               | Washington, D.C.               | Tent meeting                       | 197             |                                    | |
| 37.         | 13 de maio a 6 de junho de 1909               | Washington, D.C.               | Tent meeting                       | 328             |                                    | Última sessão de Ellen White. Primeira Sessão com delegados de cada um dos principais continentes do mundo. |
| 38.         | 15 de maio a 8 de junho de 1913               | Washington, D.C.               | Tent meeting                       | 372             |                                    | |
| 39.         | 29 de março a 14 de abril de 1918             | San Francisco, California      | San Francisco Municipal Auditorium | 443             |                                    | Primeira Sessão não-realizada em prédios da Igreja. |
| 40.         | 11 a 28 de maio de 1922                       | San Francisco, California      | Exposition Auditorium              | 581             |                                    | |
| 41.         | 27 de maio a 14 de junho de 1926              | Milwaukee, Wisconsin           | Milwaukee Auditorium               | 577             |                                    | |
| 42.         | 28 de maio a 12 de junho de 1930              | San Francisco, California      | Exposition Auditorium              | 577             |                                    | |
| 43.         | 26 de maio a 8 de junho de 1936               | San Francisco, California      | Exposition Auditorium              | 671             |                                    | |
| 44.         | 26 de maio a 7 de junho de 1941               | San Francisco, California      | Exposition Auditorium              | 619             |                                    | |
| 45.         | 5 a 15 de junho de 1946                       | Washington, D.C.               | Sligo SDA Church                   | 828             |                                    | Última sessão realizada em um prédio da Igreja. |
| 46.         | 10 a 22 de julho de 1950                      | San Francisco, California      | Exposition Auditorium              | 943             |                                    | |
| 47.         | 24 de maio a 5 de junho de 1954               | San Francisco, California      | Exposition Auditorium              | 1109            |                                    | Primeira Sessão com mais de 1000 delegados. |
| 48.         | 19 a 28 de junho de 1958                      | Cleveland, Ohio                | Public Auditorium                  | 1160            |                                    | |
| 49.         | 26 de julho a 4 de agosto de 1962             | San Francisco, California      | Exposition Auditorium              | 1314            | Nós temos essa esperança           | |
| 50.         | 16 a 25 de junho de 1966                      | Detroit, Michigan              | Cobo Hall                          | 1495            | Eis que ele vem                    | |
| 51.         | 11 a 20 de junho de 1970                      | Atlantic City, New Jersey      | Atlantic City Convention Hall      | 1782            | Que o mundo possa saber            | |
| 52.         | 10 de julho a 19 de julho de 1975             | Vienna, Austria                | Stadthalle                         | 1756            | Agora é a hora                     | Primeira sessão a ser realizada fora da América do Norte. |
| 53.         | 16 de abril a 26 de abril de 1980             | Dallas, Texas                  | Dallas Convention Center           | 1925            | Pelo Seu Espírito                  | 27 Crenças Fundamentais Criadas (Agora são 28). |
| 54.         | 27 de junho a 6 de julho de 1985              | New Orleans, Louisiana         | Superdome                          | 2044            | Cristo nossa esperança             | Primeira Sessão com mais de 2.000 delegados. |
| 55.         | 5 a 14 de julho de 1990                       | Indianapolis, Indiana          | Hoosier Dome                       | 2239            | Nós O Veremos!                     | A Missão Global foi lançada. 3ABN faz primeira transmissão de uma Sessão da Conferência Geral. |
| 56.         | 29 de junho a 8 de julho de 1995              | Utrecht, Netherlands           | Jaarbeurs Complex                  | 2321            | Unidos em Cristo                   | Segunda sessão realizada fora da América do Norte. |
| 57.         | 29 de junho a 8 de julho de 2000              | Toronto, Ontario, Canada       | SkyDome                            | 1844            | Quase em casa                      | Primeira transmissão do Hope Channel de uma Sessão da Conferência Geral. |
| 58.         | 29 de junho a 9 de julho de 2005              | St. Louis, Missouri            | Edward Jones Dome                  | 1903            | Transformados em Cristo            | 28ª crença fundamental adicionada à 27ª |
| 59.         | 23 de junho a 3 de julho de 2010              | Atlanta, Georgia               | Georgia Dome                       | 2244            | Proclamando a graça de Deus        | |
| 60.         | 2 de julho a 11 de julho de 2015              | San Antonio, Texas             | Alamodome                          | 2566            | Surgir! Brilhar! Jesus está vindo! | |
| 6th Special | 18 de janeiro de 2022                         | Silver Spring, Maryland        | General Conference Headquarters    | 290             |                                    | Foi convocado na Reunião de Primavera da CG de 2021 pelo Comité Executivo da Conferência Geral com o único propósito de alterar a Constituição da CG para permitir que os delegados participem por meios digitais em sessões futuras. |
| 61.         | 6 a 11 de junho de 2022                       | St. Louis, Missouri            | America's Center Complex           | 2713            | Jesus está vindo! Envolva-se!      | Originalmente agendada para 25 de junho a 4 de julho de 2020 em Indianápolis, Indiana, mas adiada duas vezes e realocada devido ao COVID-19.                                                                                          |
| 62.         | 2025                                          | St. Louis, Missouri            | TBD                                | TBD             | A definir                          | Sessão Futura |
| 63.         | 2030                                          | Indianapolis, Indiana          | TBD                                | TBD             | A definir                          | Sessão Futura |

## ligações externas
- GCSession.org
- Boletins de Sessões da Conferência Geral dos Arquivos Adventistas